# Bevaix
Bevaix är en ort i kommunen La Grande Béroche i kantonen Neuchâtel i Schweiz. Den ligger cirka 11 kilometer sydväst om Neuchâtel. Orten har 3 758 invånare (2023).
Bevaix är beläget framför en liten platå nära Neuchâtelsjön, på en plats som har lämningar från såväl bronsålders- som bondestenåldersbosättningar. Byn var fram tills järnvägen bygges 1860 och dräneringen av våtmarkerna kring 1900 dominerad av jordbruk. Det lokala näringslivet utgörs till största delen av företag inom mikroteknik.
Orten var före den 1 januari 2018 en egen kommun, men slogs då samman med kommunerna Fresens, Gorgier, Montalchez, Saint-Aubin-Sauges och Vaumarcus till den nya kommunen La Grande Béroche.